# Zarhinocetus
Zarhinocetus — викопний рід платаністуватих з раннього й середнього міоцену східної північної частини Тихого океану.

## Таксономія
Типовий вид, Zarhinocetus errabundus, спочатку був описаний як новий вид Squalodon, S. errabundus. Пізніші автори визнали його як загальну відмінність від Squalodon, а в 2009 році назва Zarhinocetus була придумана для S. errabundus.

## Біологія
Характер відкладень, в яких виявлено Zarhinocetus, вказує на неритове середовище для роду. Розширений ступінь телескопізації черепа показує, що він міг відстежувати здобич за допомогою ехолокації.

## Опис
Zarhinocetus був розміром 3,5–5 метрів у довжину.